# Чарли Фаумуина
Чарли Фаумуина (енгл. Charlie Faumuina; 24. децембар 1986) професионални је рагбиста и репрезентативац Новог Зеланда, који тренутно игра за екипу Блузси. Висок 185 цм, тежак 130 кг, игра на позицији стуба у првој линији. За Блузсе је до сада одиграо 73 мечева и постигао 4 есеја, а за Окленд у ИТМ купу 48 утакмица и дао је 2 есеја. Дебитовао је 2012. против Аргентине за "ол блексе". До сада је за репрезентацију Новог Зеланда одиграо 31 тест меч и постигао 1 есеј.